# داشا استافیوا
داشا استافیوا (اوکراینی: Дар'я Вікторівна Астаф’єва؛ زادهٔ ۴ اوت ۱۹۸۵) بازیگر، مدل و خواننده اهل اوکراین است.